# Петровина-Туропольська
Петровина-Туропольська (хорв. Petrovina Turopoljska) — населений пункт у Хорватії, у Загребській жупанії у складі міста Велика Гориця.

## Населення
Населення за даними перепису 2011 року становило 708 осіб.
Динаміка чисельності населення поселення:

## Клімат
Середня річна температура становить 10,60 °C, середня максимальна – 24,93 °C, а середня мінімальна – -6,09 °C. Середня річна кількість опадів – 884 мм.
| Клімат поселення                              | Клімат поселення | Клімат поселення | Клімат поселення | Клімат поселення | Клімат поселення | Клімат поселення | Клімат поселення | Клімат поселення | Клімат поселення | Клімат поселення | Клімат поселення | Клімат поселення | Клімат поселення |
| Показник                                      | Січ.             | Лют.             | Бер.             | Квіт.            | Трав.            | Черв.            | Лип.             | Серп.            | Вер.             | Жовт.            | Лист.            | Груд.            |                  |
| Середній максимум, °C                         | 6,29             | 8,18             | 12,75            | 17,20            | 21,89            | 24,93            | 24,25            | 23,62            | 19,78            | 14,57            | 8,79             | 4,90             |                  |
| Середня температура, °C                       | 0,10             | 1,98             | 6,56             | 11,01            | 15,69            | 18,73            | 20,44            | 19,82            | 15,97            | 10,80            | 5,00             | 1,10             |                  |
| Середній мінімум, °C                          | −6,09            | −4,22            | 0,37             | 4,82             | 9,49             | 12,54            | 16,63            | 16,00            | 12,16            | 6,97             | 1,18             | −2,72            |                  |
| Норма опадів, мм                              | 52               | 49               | 59               | 68               | 76               | 91               | 80               | 88               | 85               | 85               | 87               | 64               |                  |
| Середньомісячна швидкість вітру, м/с          | 1.70             | 1.90             | 2.30             | 2.20             | 2.00             | 1.84             | 1.80             | 1.60             | 1.60             | 1.67             | 1.70             | 1.70             |                  |
| Середньомісячна сонячна радіація, кДж/м²·день | 4151             | 6865             | 10493            | 14950            | 19147            | 21102            | 21991            | 19300            | 14123            | 8730             | 4573             | 3357             |                  |
| --------------------------------------------- | ---------------- | ---------------- | ---------------- | ---------------- | ---------------- | ---------------- | ---------------- | ---------------- | ---------------- | ---------------- | ---------------- | ---------------- | ---------------- |
| Джерело:                                      |                  |                  |                  |                  |                  |                  |                  |                  |                  |                  |                  |                  |                  |